# Jean Bernier (prévôt de Valenciennes)
Pour les articles homonymes, voir Jean Bernier et Bernier.
Jean Bernier ou Jehan Bernier, magistrat, prévôt de Valenciennes et grand bailli du comté de Hainaut mort en 1341 et enterré en l'abbaye Saulve de Valenciennes.
Jean Bernier est issu d'une riche famille de la bourgeoisie de Valenciennes. Il possède un château à Maing ainsi qu'un fief à Thiant.
- Vers 1315, Jean ou Jehan Bernier fut d'abord un receveur des impôts et taxes du Hainaut[1]. Il devint magistrat à la cour de Valenciennes, comme "prévôt-le-comte". Cette fonction, particulière à Valenciennes et dans le comté de Hainaut, jouait le rôle de ministère public et le magistrat rendait sa décision. L'exécution de la sentence était de la compétence du prévôt comtal[2].
- En 1325, Jean Bernier, est nommé prévôt de Valenciennes, grâce à une charte octroyée le comte Guillaume Ier Le Bon, comte du Hainaut. Ce titre lui valait constitution de seigneurie. Il est également grand bailli du Hainaut en plus de sa fonction de prévôt-le-comte.
- En 1332, il participe à la fête de la Table ronde à Paris (corporation des chevaliers, participants aux anciens tournois et membres de la confrérie de la Table ronde) en présence de nombreux chevaliers venus de toute la France.
- En 1334, Jean Bernier offre un paon à la compagnie des chevaliers-bourgeois la plus vaillante et la mieux équipée, lors de la fête de Valenciennes[3].
- En 1336, il se sépare de son fief de Thiant.
- En 1338, Jean Bernier est accusé d'intelligence avec le roi de France, Philippe de Valois. Il est désavoué par le comte Guillaume II, fils de Guillaume Ier. Ses biens sont confisqués, en particulier le Castel des Prés à Maing, qui est racheté comme bien séquestré par Jean de Neuville[4].
- En 1340, Guillaume II se rend compte de son erreur et se réconcilie avec Jean Bernier.
- En 1341, Jean Bernier meurt à l’abbaye Saulve de Valenciennes.

## Homonymie
- À la même époque, vécut un autre Jean Bernier ou Jehan Bernier ou encore Jean Le Bernier, chevalier, sénéchal, bailli, gouverneur, conseiller du roi de France, prévôt de Paris et maître des requêtes de l'Hôtel du Roi, mort en 1384.